# 原生花園車站

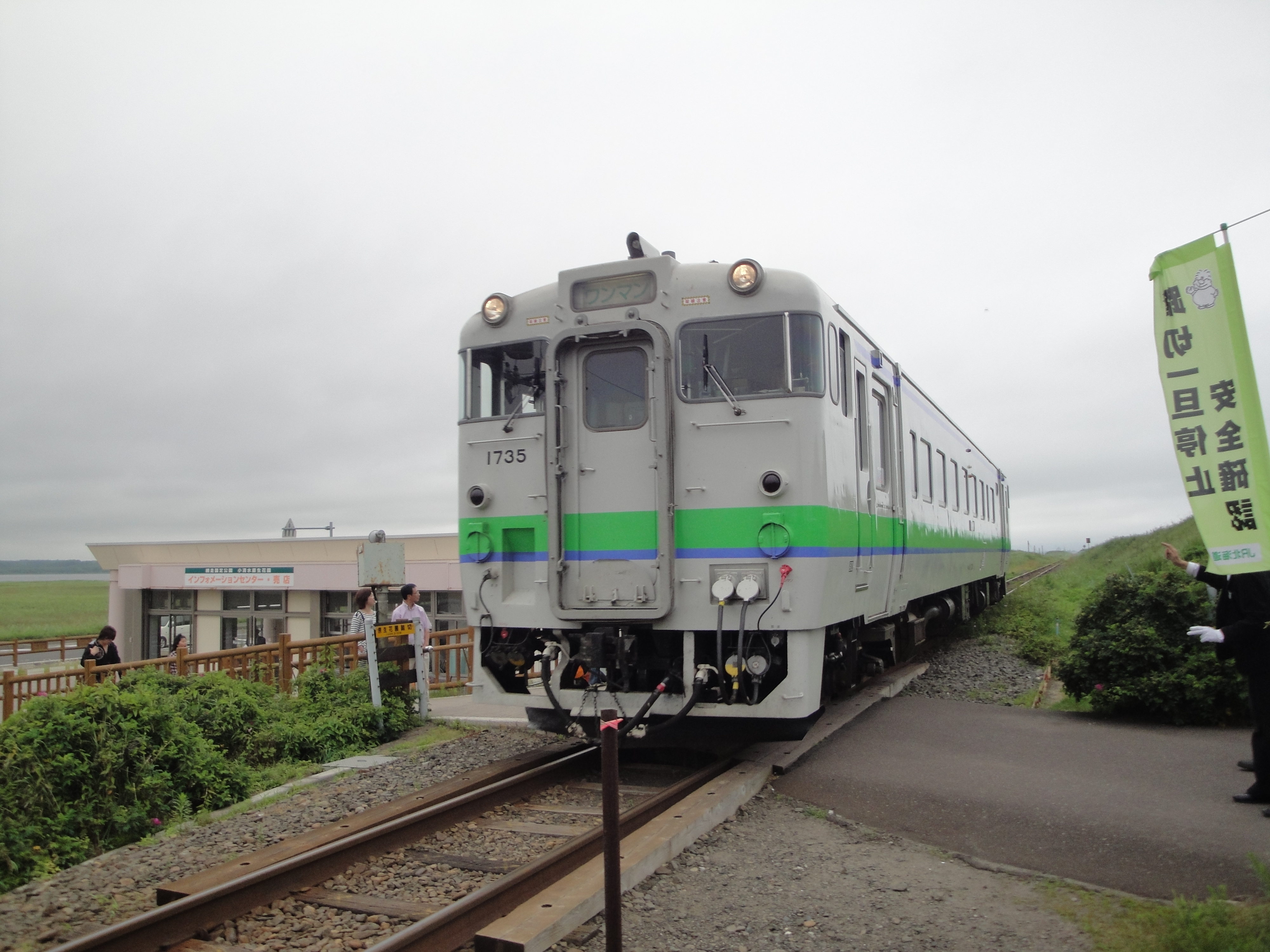
正在駛入原生花園車站的列車

原生花園車站（日语：／ Gensei-kaen eki */?）是一由北海道旅客鐵道（JR北海道）所經營的鐵路車站，位於日本北海道斜里郡小清水町境內，是釧網本線沿線的一個無人臨時車站，也是小清水原生花園的主要出入口。原生花園車站隸屬JR北海道釧路支社管轄，由知床斜里車站管理。每年夏季時，會有臨時駐紮的鐵路公司人員在站內販售紀念入場券等產品。
原生花園車站附近並無實際的聚落分佈，單純是為了作為小清水原生花園的交通運輸而特別設置。本站在1964年最初設置時原本是日本國有鐵道所屬的原生花園假乘降場（原生花園仮乗降場），但在1978年時廢站，直到1987年時才重新以臨時車站之姿再次啟用。

## 歷史
- 1964年（昭和39年）6月1日 - 以國有鐵道原生花園假乘降場的身份開始營業，主要處理客運服務。
- 1978年（昭和53年）10月2日 - 廢除臨時停靠站。
- 1987年（昭和62年）7月1日 - 以JR北海道的臨時車站之身份再次開始營業。

## 車站周邊
- 國道244號
- 鄂霍次克海
- 天覽丘
- 原生花園觀望台
- 原生花園自然中心
- 濤沸湖
- 網走巴士、斜里巴士「原生花園」車站

## 相鄰車站
北海道旅客鐵道（JR北海道）
■釧網本線釧網本線
快速「知床」、普通
北濱（B76）－原生花園（B75）－濱小清水（B74）
- 此站停靠只限5月1日（普通列車1班來回為4月29日起）－10月31日。但是，夜間帶的一部分普通列車全年通過此站。

## 外部連結
- （日語）JR北海道 – 原生花園車站（页面存档备份，存于）
- （日語）小清水原生花園（小清水町）（页面存档备份，存于）
- （日語）全驛參觀之旅 （页面存档备份，存于）